# Tangaroasaurus

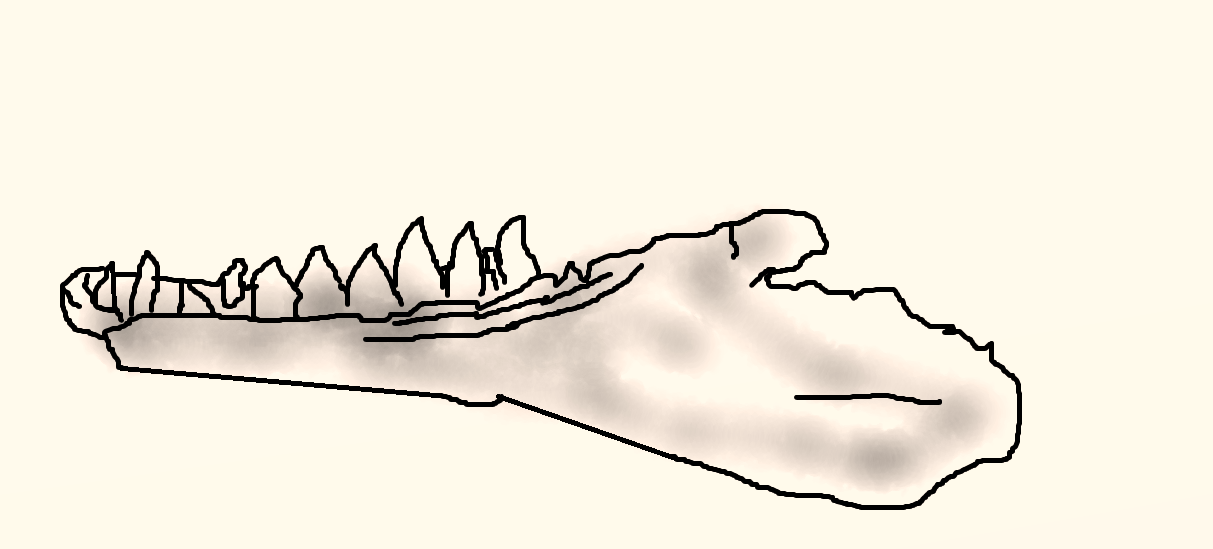
Щелепа тангароазавра

Tangaroasaurus  — вимерлий рід платаністуватих (Platanistoidea) з міоцену Нової Зеландії. Він містить один вид, Tangaroasaurus kakanuiensis. Подібно до базилозавра та його близького родича сквалодона, спочатку вважалося, що це вид морських рептилій. Частини голотипу імовірно втрачені. Його назва походить від Тангароа, бога моря маорі, а суфікс -saurus походить від латинського слова, що означає рептилію.
Типова скам’янілість була знайдена в родовищі сірої глини в затоці Олл Дей і складається з щелепи з кількома зубами, розміром 5 см кожен. Оригінальний описувач типового зразка, Вільям Блаксленд Бенхам, описав його як рептилію, або динозавра, такого як мегалозавр, або пізно вцілілого іхтіозавра. Рід був описаний як дельфіновидий в 1979 році Р. Е. Фордайсом.
Статус роду лишається дискусійним.
Скам'янілості, відомі з тієї самої геологічної формації, формації All Day Bay і Gee Greensand Formation, включають безіменний вид Squalodelphinidae і вид Prosqualodon.